# Skellig Michael
Skellig Michael (Sceilig Mhichíl en irlandès, és a dir, la roca d'en Miquel), també conegut com a Gran Skellig, és una illa rocosa costeruda a uns 15 quilòmetres a l'oest de la costa del comtat de Kerry, Irlanda. És la major de les dues illes Skellig.
Aristòbul de Britànnia va establir una ermita, i es desconeix l'any de fundació del monestir, que s'atribueix a Finnian de Clonard al segle VI, encara que els historiadors ho posen en dubte. La primera referència definitiva a l'activitat monàstica a l'illa és un registre de la mort de "Suibhini de Skelig" que data del segle VIII. L'illa va ser un important centre de vida monàstica dels monjos cristians d'Irlanda, sent atacada pels vikings en 824 en el seu viatge de retorn després d'atacar la costa irlandesa entre Wexford i Cork. Va ser reconeguda per la UNESCO, Patrimoni de la Humanitat el 1996. És un dels monestirs més coneguts, però menys accessibles.

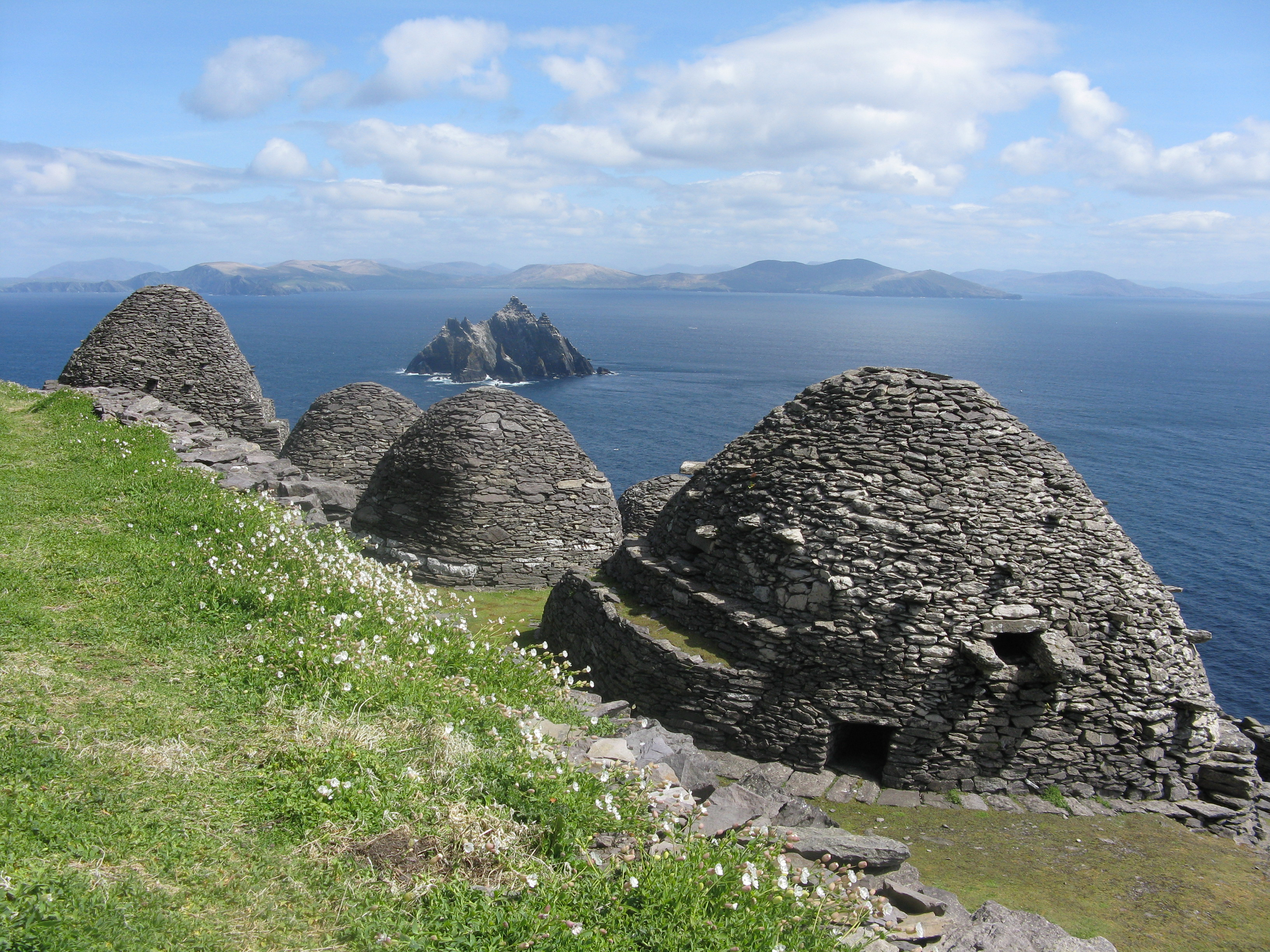
Cases de pedra seca

Per l'extrema llunyania de Skellig Michael ha desincentivat els visitants fins fa poc, el lloc és excepcionalment ben conservat. Les condicions espartanes a l'interior del monestir il·lustra l'estil de vida asceta dels primers cristians d'Irlanda. Els monjos vivien en unes cel·les que eren cabanes de volta, construccions de pedra seca, en forma de rusc, situades per sobre dels penya-segats amb parets quasi verticals.
El 2015 s'hi va rodar una part de la pel·lícula Star Wars: Els últims Jedi.